# Kapitän Platte
Kapitän Platte ist ein deutsches Musiklabel mit Sitz in Bielefeld. Schwerpunkt des Labels sind Post-Rock- und Independent-Veröffentlichungen auf Vinyl.

## Geschichte
Kapitän Platte wurde 2009 von Karl Geweke, Christian Pietschmann und Tanja Schrammen in Bielefeld gegründet. Auslöser für die Gründung waren Diskussionen mit dem befreundeten Liedermacher Gisbert zu Knyphausen bezüglich einer Vinyl-Veröffentlichung einiger seiner Titel. Das ursprüngliche Geschäftsprinzip war die Veröffentlichung bereits auf CD oder digital erschienener Musikwerke auf Vinyl. Die drei Gründer betreiben das Label nebenberuflich.
Die erste Veröffentlichung des Labels war das Album Mourning Golden Morning der schwedischen Post-Rock-Band Ef. Die Auswahl der Bands, die das Label produziert und veröffentlicht, orientiert sich am Musikgeschmack der Labelgründer; geographische Schwerpunkte sind Deutschland und Skandinavien. Seit 2012 veranstaltet das Label das mit Unterbrechungen jährlich stattfindende „Kapitän-Platte-Fest“, ein kleines Indoor-Festival mit Bands des Labels.
Die drei Labelbetreiber spielen gelegentlich als Trio dadaistische Improvisationsmusik und nennen sich dabei angelehnt an das ehemals auf Kapitän Platte veröffentlichende Bielefelder Elektro-Trio The Von Duesz „The Raque Ledz“.

## Künstler (Auszug)
Kapitän Platte veröffentlichte unter anderem Tonträger folgender Künstler:
- Adolar (Deutschland, Alternative Rock)
- Carpet (Deutschland, Progressive Rock)
- ef (Schweden, Post-Rock)
- Gisbert zu Knyphausen (Deutschland, Liedermacher)
- Halma (Deutschland, Rock)
- Immanu El (Schweden, Post-Rock)
- Instrument (Deutschland, Post-Rock)
- Kristofer Åström (Schweden, Liedermacher)
- Locust Fudge (Deutschland, Alternative)
- Soonago (Deutschland, Post-Metal)
- The Hirsch Effekt (Deutschland, Metal)
- The Low Frequency in Stereo (Norwegen, Post-Rock)
- We Stood Like Kings (Belgien, Post-Rock)
- Zinnschauer (Deutschland, Singer-Songwriter)

### Kompilationen
Kapitän Platte veröffentlichte mehrere Kompilations-Alben:
- 2013: Kapitän Platte...Und der Rest findet sich - Folge 1 (mit Beiträgen von unter anderem Adolar, ef, Immanu El, Joasihno und The Hirsch Effekt)
- 2021: Kapitän Plattes Lokalrunde (mit Beiträgen von unter anderem Soonago)